# Кабуе
Кабуе (на английски: Kabwe, на местния диалект Кабве, до 1966 г. Броукън Хил) е град в Централна Замбия. Намира се в Централната провинция на страната, на която е главен административен център. Основан е през 1902 г. под името Броукън Хил след като тук са открити залежи на олово и цинк. Шосеен транспортен възел. Има жп гара, от която на юг се пътува до столицата Лусака, а на север до другите два големи града на страната Ндола и Китуе, и Демократична република Конго. Кабуе е един от големите рудодобивни центрове на страната с добре развита цветна металургия. В рудниците му са открити останки от праисторическия човек палеотроп. Население 202 360 жители от преброяването през 2010 г.